# آرثر داوسون
آرثر داوسون (بالإنجليزية: Arthur Dawson)‏ (22 أبريل 1907 في المملكة المتحدة - 1985 في المملكة المتحدة) هو لاعب كرة قدم بريطاني (وحمل سابقاً جنسية المملكة المتحدة لبريطانيا العظمى وأيرلندا) في مركز الهجوم. لعب مع نادي بيرنلي وLancaster City F.C. ‏ ونادي نيلسون.